# Vlag van Cochabamba

Vlag van Cochabamba

De vlag van Cochabamba is een geheel lichtblauwe vlag. In sommige versies wordt het wapen van Cochabamba in de vlag geplaatst.
De lichtblauwe kleur symboliseert de incarnatie van vrijheid. De vlag is een replica die werd gebruikt door de patriotten die op 14 september 1810 in Cochabamba in opstand kwamen toen het nieuws van de executie in La Paz van Murillo en zijn mede-revolutionairen bekend werd. De opstand werd geleid door Francisco de Rivero, Esteban Arze en Melchor Guzmán Quitón.